# (218) Bianca
(218) Bianca és un asteroide pertanyent al cinturó d'asteroides descobert el 4 de setembre de 1880 per Johann Palisa des de l'observatori de Pula (Croàcia).
Està nomenat en honor de la soprano alemanya Bianca Bianchi (1858-1947).